# Divinities: Twelve Dances with God
Divinities: Twelve Dances with God (1995) - це другий студійний альбом Ієна Андерсона.
Усі 12 записів є інструментальними і наповнені впливом різних етнічних музичних традицій: Ірландії ("In the Grip of Stronger Stuff"), Іспанії ("In the Pay of Spain"), Африки ("En Afrique") і так далі.
Андерсон здійснив сольний тур у 1995 році, зігравши весь альбом, починаючи до фінішу, як першу половину концерту. Другий тайм - матеріал Jethro Tull, багато хто грав у інструментальній версії. У складі групи входили члени Jethro Tull Ендрю Гіддінгс (Andrew Giddings) та Доан Перрі (Doane Perry), майбутній член Tull Джонатан Нойс (Jonathan Noyce) та Кріс Леслі (Chris Leslie).

## Список треків
| #     | Назва                                      | Тривалість |
| ----- | ------------------------------------------ | ---------- |
| 1.    | «In a Stone Circle»                        | 3:25       |
| 2.    | «In Sight of the Minaret»                  | 3:54       |
| 3.    | «In a Black Box»                           | 3:24       |
| 4.    | «In the Grip of Stronger Stuff»            | 2:48       |
| 5.    | «In Maternal Grace»                        | 3:21       |
| 6.    | «In the Moneylender's Temple»              | 3:19       |
| 7.    | «In Defence of Faiths»                     | 3:11       |
| 8.    | «At Their Father's Knee»                   | 5:43       |
| 9.    | «En Afrique»                               | 2:54       |
| 10.   | «In the Olive Garden»                      | 2:50       |
| 11.   | «In the Pay of Spain»                      | 4:05       |
| 12.   | «In the Times of India (Bombay Valentine)» | 8:09       |
| 47:03 |                                            |            |

## Склад
- Ian Anderson       – бамбукова флейта
- Andrew Giddings    – клавіши
- Doane Perry        – перкусія
- Douglas Mitchell   – кларнет
- Christopher Cowrie – гобой
- Jonathon Carrey    – скрипка
- Nina Gresin        – віолончель
- Randy Wigs         – арфа
- Sid Gander         – французький горн
- Den Redding        – труба